# 힐스테이트 도원 센트럴
힐스테이트 도원 센트럴(영어: HILLSTATE Dowon Central)은 대한민국 대구광역시 중구 도원동에 위치한 초고층 아파트 단지이다. 총 5개동으로 구성되어 있다. 아파트 4개동과 오피스텔 1개동이 있다. 지상 49층, 지하 6층으로 구성되어 있다. 높이는 187m이고 층수는 다르지만 47층은 105동 오피스텔이 유일하다. 

## 역사
2019년에 분양 소식이 있다고 현대건설이 건설한다고 한다. 2020년 3월 현대건설에 따르면 분양한다고 밝혔다. 오는 4월 3일에 분양이 시작되었고 4월 14일은 특별공급, 4월 16일은 1순위 청약, 4월 17일은 2순위 청약, 4월 23일은 당첨자를 발표했고 5월 4일에 계약이 시작되었고 이후 분양이 완료되었다. 같은 해에 착공하여 2024년 2월에 완공 후 개장했다. 완공 시 대구광역시 중구에서 가장 높은 마천루가 되었다.

## 구성
| 동 명칭 | 층수 | 높이 |
| ------- | ---- | ---- |
| 101동   | 49층 | 187m |
| 102동   | 49층 | 187m |
| 103동   | 49층 | 187m |
| 104동   | 49층 | 187m |
| 105동   | 47층 | 187m |

## 높이
최고 높이는 187m고 101동부터 104동은 49층이고 105동은 47층이다. 지하로는 6층까지 있다. 대구광역시 수성구 수성 두산위브더제니스(104동, 105동 54층, 182m)보다 높은 아파트다. 대구광역시 중구에서 가장 높은 마천루이다.

## 특징
놀라운 변화의 중심, 중구에서 누리는 주거문화의 리더다. 도원 센트럴에서 시작되는 힐스테이트 프리미엄의 시작이다. 중구 주거 문화를 리드하는 대단지 랜드마크 아파트다. 교통이 편리하고 교육이 우수하고 생활이 풍부하고 자연이 쾌적하다. 총 세대수는 1,150세대가 있는데 아파트는 894세대, 오피스텔은 256실이 있다. 주변에는 롯데백화점, 대구백화점 본점, 현대백화점 등이 있다.
편리하고 안전한 생활을 만드는 스마트시스템이 있다. 스마트한 첨단 시스템으로 쾌적하고 안전한 주거공간을 완성한다. 에너지절감 시스템, 안전 시스템, 청정 시스템, 편의 시스템이 있다. 실별 온도조절기, 10인치 월패드, HEPA 필터 전열교환 환기시스템이 있다.

## 내부 시설

### 101동
| 층수                | 시설               |
| ------------------- | ------------------ |
| 26층 ~ 48층         | 아파트             |
| 25층                | 피난안전구역       |
| 4층 ~ 24층          | 아파트             |
| 2층 ~ 3층           | 근린생활시설       |
| 1층                 | 로비, 근린생활시설 |
| 지하 6층 ~ 지하 1층 | 지하주차장         |

### 102동, 103동, 104동
| 층수                | 시설               |
| ------------------- | ------------------ |
| 26층 ~ 48층         | 아파트             |
| 25층                | 피난안전구역       |
| 4층 ~ 24층          | 아파트             |
| 2층 ~ 3층           | 근린생활시설       |
| 1층                 | 로비, 근린생활시설 |
| 지하 6층 ~ 지하 1층 | 지하주차장         |

### 105동
| 층수                | 시설               |
| ------------------- | ------------------ |
| 26층 ~ 47층         | 오피스텔           |
| 25층                | 피난안전구역       |
| 4층 ~ 24층          | 오피스텔           |
| 2층 ~ 3층           | 근린생활시설       |
| 1층                 | 로비, 근린생활시설 |
| 지하 6층 ~ 지하 1층 | 지하주차장         |

## 같이 보기
- 대한민국의 마천루 목록
- 대구광역시의 마천루 목록